# Walther WA 2000

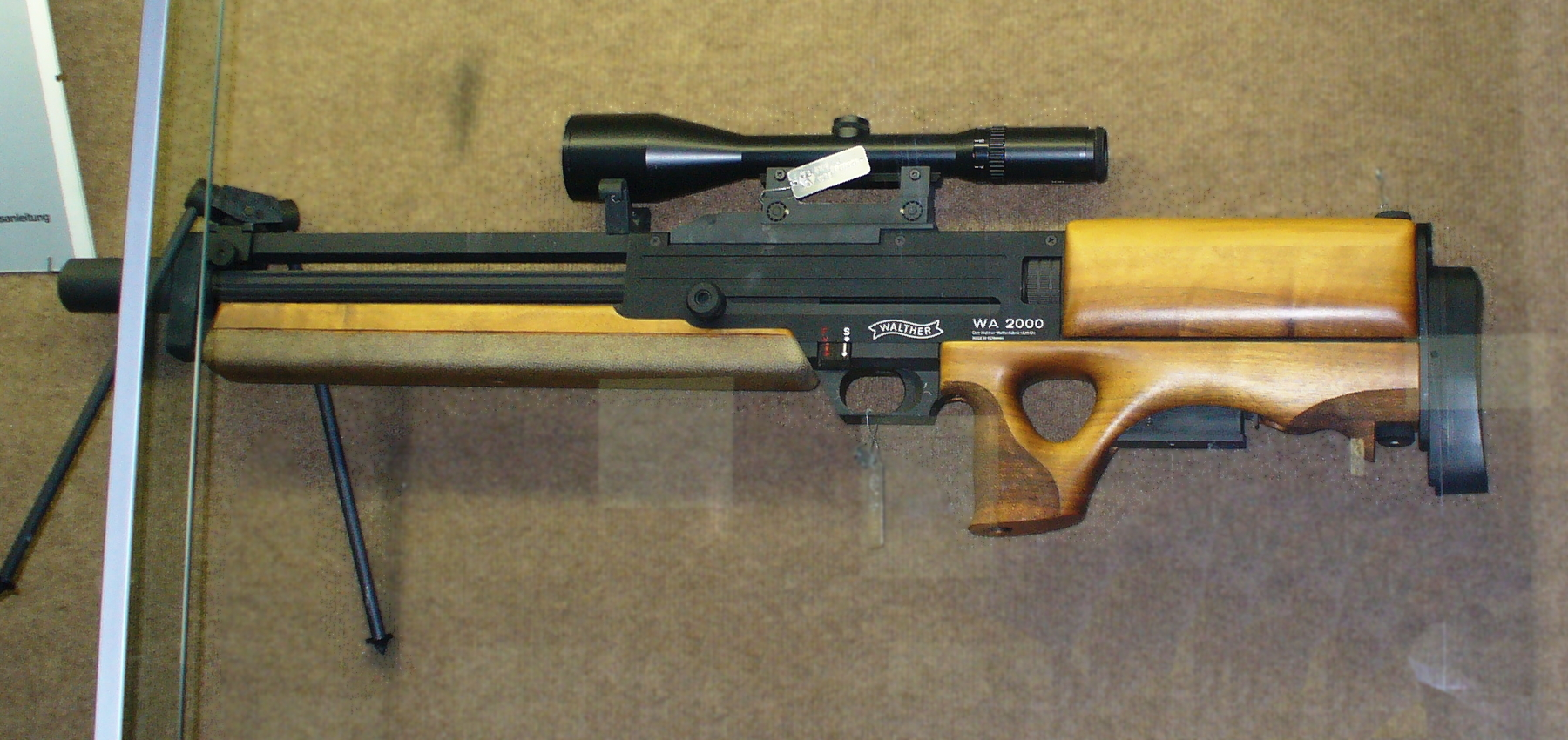
A primeira geração do WA 2000.

O Walther WA 2000 é um fuzil de precisão semiautomático de bullpup produzido pela companhia Carl Walther GmbH Sportwaffen. Foi produzida em três diferentes calibres, entre 1982 e 1988, possuindo um alcance de 700 m.
Apesar dos avanços tecnológicos, a arma não foi produzida em larga escala, principalmente devido ao elevado custo. Apenas 176 unidades foram feitas, tornando esta arma extremamente rara.